# Jabloňany
Jabloňany (in tedesco Jablonian) è un comune della Repubblica Ceca facente parte del distretto di Blansko, in Moravia Meridionale.